# Regalo de amor
Regalo de amor es una telenovela mexicana producida por Silvia Cano para TelevisaUnivision en el 2025. La telenovela está basada en la serie de televisión turca de 2022 creada por Emre Kabakusak, Bir Küçük Gün Işığı siendo desarrollado por Rossana Curiel, Cecilia Piñeiro y Juan Pablo Balcázar. Se estrenó a través de Las Estrellas el 23 de junio de 2025 en sustitución de Me atrevo a amarte.
Está protagonizada por Alejandra Robles Gil y Chris Pazcal, junto con Claudia Ramírez, Mauricio Abularach, Bárbara Islas y Valentina Buzzurro en los roles antagónicos.

## Reparto
Una lista inicial del reparto confirmado se publicó el 29 de octubre de 2024, a través de la página web oficial de People en Español.
- Alejandra Robles Gil como Isabella Fonseca Pedregal
- Chris Pazcal como Eugenio de la Vega Mondragón
- Claudia Ramírez como Fausta Mondragón
- Diana Bracho como Catalina Ortigoza
- Francisco Pizaña como Pablo Cruz
- Juan Martín Jáuregui como Mauricio Navarro Mercado
- Natalia Madera como Miranda
- Mauricio Abularach como Lauro
- Valentina Buzzurro como Fedra de la Vega Mondragón
- María Penella como Tomasa
- Deicardi Díaz como Samuel
- Arcelia Ramírez como Emma
- Bárbara Islas como Úrsula
- Almudena López como Valentina
- Pilar Ixquic Mata como Sabina
- Miranda Casado como Tania
- Edsa Ramírez como Sandra
- Alberto Estrella como Gáspar de la Vega [7]
- Carmen Aub como Bárbara[8]
- Thelma Madrigal como Ivana[9]
- Luz María Jerez como Irene
- Fernando Ciangherotti como clemente cruz

## Producción

### Desarrollo
El 12 de septiembre de 2024, Silvia Cano anunció Regalo de amor como su próxima producción.  El 28 de octubre de 2024 la telenovela inició rodaje de sus primeras escenas, mientras que el 5 de noviembre de 2024 inicio formalmente el rodaje en general. El rodaje de la telenovela finalizó a principios de abril de 2025.

### Selección del reparto
El 3 de octubre de 2024, Alejandra Robles Gil y Chris Pazcal fueron anunciados en los roles protagónicos. A lo largo del resto del mes, Cano fue revelando el reparto y los personajes a través de sus cuentas en las redes sociales. En diciembre de 2024, Alberto Estrella se unió al reparto en una participación especial. En febrero de 2025, Carmen Aub se unió al reparto con una participación antagónica. En marzo de 2025, Thelma Madrigal se unió al elenco, regresando a la televisión después de nueve años de ausencia, siendo Corazón que miente (2016) su última participación en pantalla.

## Emisión
Regalo de amor tiene previsto su estreno a través de Las Estrellas el 23 de junio de 2025, sustituyendo a Me atrevo a amarte en el horario de las 18:30 h. de lunes a viernes. Originalmente la telenovela estaba prevista para estrenarse en febrero de 2025 en el horario de las 16:30 h. (en sustitución de El ángel de Aurora), sin embargo, por cambios de TelevisaUnivision en cuestión de programación, el horario de las 16:30 h. de lunes a viernes fue cerrado para producciones de ficción para darle continuidad a otros formatos, ocasionando que el estreno de Regalo de amor fuese pospuesto hasta mediados de junio de 2025.